# Fabrizio De Angelis
Fabrizio De Angelis (Roma, 15 novembre 1940) è un regista, sceneggiatore e produttore cinematografico italiano.
Oltre che regista ha lavorato anche come sceneggiatore per quasi tutti i suoi film.
Divenne famosa la serie di film de Il ragazzo dal kimono d'oro da lui diretti. In alcuni film si firmò con lo pseudonimo anglofono Larry Ludman.

## Filmografia

### Regista
- Thunder (1983)
- Impatto mortale (1984)
- Cane arrabbiato (1984)
- Cobra Mission (1986)
- Il ragazzo dal kimono d'oro (1987)
- Colpo di stato (1987)
- Thunder 2 (1987)
- Il ragazzo dal kimono d'oro 2 (1988)
- Thunder 3 (1988)
- Killer Crocodile (1989)
- L'ultima partita (1990)
- Karate Rock (1990)
- Il ragazzo dal kimono d'oro 3 (1991)
- Fuga da Kayenta (1991)
- Il ragazzo dal kimono d'oro 4 (1992)
- Il ragazzo dal kimono d'oro 5 (1992)
- Il ragazzo dal kimono d'oro – serie TV (1992)
- Un vampiro a Miami (1993)
- Il ragazzo dal kimono d'oro 6 (1993)
- Sogno d'amore (C'era una volta...) (1994)
- La ragazza d'acciaio (The Iron Girl) (1994)
- Favola – film TV (1996)

### Sceneggiatore
- Zombi Holocaust, regia di Marino Girolami (1980)
- Thunder, regia di Fabrizio De Angelis (1983)
- Impatto mortale, regia di Fabrizio De Angelis (1984)
- Thunder 2, regia di Fabrizio De Angelis (1985)
- Cobra Mission, regia di Fabrizio De Angelis (1985)
- Cane arrabbiato, regia di Fabrizio De Angelis (1985)
- Il ragazzo dal kimono d'oro, regia di Fabrizio De Angelis (1987)
- Thunder 3, regia di Fabrizio De Angelis (1988)
- Colpo di stato, regia di Fabrizio De Angelis (1987)
- Killer Crocodile, regia di Fabrizio De Angelis (1989)
- Killer Crocodile 2, regia di Giannetto De Rossi (1990)
- Il ragazzo dal kimono d'oro 6, regia di Fabrizio De Angelis (1993)
- Favola, regia di Fabrizio De Angelis – film TV (1996)

### Produttore
- Napoli violenta, regia di Umberto Lenzi (1976)
- Emanuelle - Perché violenza alle donne?, regia di Joe D'Amato (1977)
- L'insegnante balla... con tutta la classe, regia di Giuliano Carnimeo (1979)
- Zombi 2, regia di Lucio Fulci (1979)
- Zombi Holocaust, regia di Marino Girolami (1980)
- Il giorno del Cobra, regia di Enzo G. Castellari (1980)
- Prestami tua moglie, regia di Giuliano Carnimeo (1981)
- ...e tu vivrai nel terrore! - L'aldilà, regia di Lucio Fulci (1981)
- Dove vai se il vizietto non ce l'hai?, regia di Marino Girolami (1981)
- Quella villa accanto al cimitero, regia di Lucio Fulci (1981)
- Lo squartatore di New York, regia di Lucio Fulci (1982)
- Manhattan Baby, regia di Lucio Fulci (1982)
- 1990 - I guerrieri del Bronx, regia di Enzo G. Castellari (1982)
- I nuovi barbari, regia di Enzo G. Castellari (1983)
- Fuga dal Bronx, regia di Enzo G. Castellari (1983)
- Thunder, regia di Fabrizio De Angelis (1983)
- Impatto mortale, regia di Fabrizio De Angelis (1984)
- Cane arrabbiato, regia di Fabrizio De Angelis (1984)
- 7, Hyden Park - La casa maledetta, regia di Alberto De Martino (1985)
- Cobra Mission, regia di Fabrizio De Angelis (1986)
- Thunder 2, regia di Fabrizio De Angelis (1987)
- Il ragazzo dal kimono d'oro, regia di Fabrizio De Angelis (1987)
- Colpo di stato, regia di Fabrizio De Angelis (1987)
- Quella villa in fondo al parco, regia di Giuliano Carnimeo (1988)
- Bye Bye Vietnam, regia di Camillo Teti (1988)
- Thunder 3, regia di Fabrizio De Angelis (1988)
- Il ragazzo dal kimono d'oro 2, regia di Fabrizio De Angelis (1988)
- I predatori della pietra magica, regia di Tonino Ricci (1988)
- Cyborg - Il guerriero d'acciaio, regia di Giannetto De Rossi (1989)
- Cobra Mission 2, regia di Camillo Teti (1989)
- I ragazzi del 42º plotone, regia di Camillo Teti (1989)
- Paganini Horror, regia di Luigi Cozzi (1989)
- Killer Crocodile, regia di Fabrizio De Angelis (1989)
- L'ultima partita, regia di Fabrizio De Angelis (1990)
- Killer Crocodile 2 (Killer Crocodile II), regia di Giannetto De Rossi (1990)
- Obiettivo poliziotto (Cop Target), regia di Umberto Lenzi (1990)
- Il ragazzo dal kimono d'oro 3, regia di Fabrizio De Angelis (1991)
- Il ragazzo dal kimono d'oro 4, regia di Fabrizio De Angelis (1992)
- Il ragazzo dal kimono d'oro 5, regia di Fabrizio De Angelis (1992)
- Il ragazzo dal kimono d'oro 6, regia di Fabrizio De Angelis (1993)